# Амудар'їнська газонафтоносна провінція
Амудар'їнська газонафтоносна провінція (Амудар'їнська нафтогазоносна провінція) розташована в Туркменістані, Узбекистані, Афганістані та Ірані, на Туранській низовині в пустелях Каракумів та Кизилкумів. Виявлено близько 100 родовищ.
Основні родовища: Шатликське, Даулетабадське, Байрамалийське, Кирпічлинське, Ачакське, Наїпське, Гугуртлинське, Газлинське, Кандимське, Ленгізкуль-Хаузакське, Самантепінське, Уртабулакське, Етимтагськоє, Ходжа-Гугердагське, Джаркудукське, Кашкаринське, Хангіран, Шахпахти.
Центри видобутку: міста Газлі, Бухара, Карші, Чарджоу, Байрам-Алі, Шибірган.
Продуктивними є відклади юри та крейди на глибині 0,2-4 км.
Гази сухі, метанові. Нафта малосірчиста (крім афганської), густиною 770—930 кг/м³.